# Baltis Vallis
Baltis Vallis est une vallée sinueuse particulièrement longue située sur la planète Vénus par 37,36° N et 161,4° E.

## Géographie et géologie
Baltis Vallis parcourt Atalanta Planitia sur environ 6 000 km visibles, longueur difficile à préciser car ses extrémités sont enfouies sous des dépôts plus récents de sorte que la longueur effective de cette formation excède sans doute encore largement cette valeur. Large de 1 à 3 km, cette vallée est de longueur au moins égale à celles de l'Amazone et du Nil (environ 6 500 km chacun), et sans doute davantage, de sorte qu'il s'agit a priori de la plus longue structure de ce type connue dans le système solaire.
Cette vallée, comme des dizaines d'autres d'apparence semblable observées à la surface de Vénus, résulterait de l'écoulement d'un ancien fleuve de lave fluide au cours d'un épisode volcanique passé. Elle se situe entièrement dans une région de plaines et de fractures. Sa topographie est irrégulière, avec des ondulations indiquant que des déformations du terrain sont intervenues après sa formation.
De telles formations sont assez communes sur Vénus, où elles présentent certaines similitudes avec les fleuves terrestres, avec des méandres, des embranchements, des bras morts, etc. Bayara Vallis, une coulée d'environ 500 km de long dans la région de Bereghinya Planitia, en est un excellent exemple. Les plus importantes d'entre elles sont associées à des dépôts de terrains sombres au radar, sans doute de vastes étendues de lave apportées par ces vallées et qui se sont répandues au fond des plaines adjacentes. Ce sont souvent des formations assez anciennes, altérées par de nombreux phénomènes tectoniques plus récents, tels que des plis et des fractures.